# Sitio de Rodas (1522)
El sitio de Rodas de 1522 fue un evento militar llevado a cabo en la isla de Rodas por parte de la armada otomana en 1522, que puso fin a la presencia de las órdenes militares nacidas en las cruzadas, en Oriente Próximo.
Fue el segundo (tras haber fracasado un anterior sitio en 1480) y definitivo intento por parte del Imperio otomano para expulsar a los Caballeros de Rodas de su bastión en la isla. Después de un largo asedio de cinco meses, los Caballeros Hospitalarios fueron expulsados de la isla definitivamente por Solimán el Magnífico. La conquista de la isla permitió de esta manera a los otomanos poder controlar de forma segura para ellos todo el Mediterráneo oriental.

## Antecedentes
Después de la pérdida de San Juan de Acre en 1291, los Caballeros Hospitalarios se conformaron quedándose unos años en Chipre y conquistando la isla de Rodas al Imperio bizantino entre 1307 y 1311. La Orden creó una poderosa armada, conservando con ella una serie de guarniciones en las islas del Dodecaneso. Mientras tanto, el Imperio otomano se iba expandiendo, y la presencia de los Hospitalarios en Asia Menor era considerada una amenaza por parte del sultán otomano.
Los primeros intentos de conquista por parte de los otomanos (en 1440 y 1444) no tuvieron éxito. Incluso después de la caída de Constantinopla, un nuevo sitio llevado a cabo en 1480 tampoco dio ningún resultado. Selim I decidió organizar una nueva expedición contra la isla pero murió en 1520 antes de emprenderla y fue su hijo y sucesor Solimán el Magnífico, quien la llevaría a cabo.
Solimán sabía que Occidente estaba dividido por el conflicto entre Francisco I de Francia y Carlos I de España. Además, firmó un tratado con Venecia para asegurar su neutralidad. Por consiguiente, sabía que los Hospitalarios no iban a poder recibir refuerzos que les permitieran resistir como hicieran en 1480.
El 10 de junio de 1522 Soliman envió la siguiente carta al gran maestre de la orden de San Juan:

Sultán Suleiman para Villiers de L'Isle-Adam, gran maestre de Rodas, a sus caballeros, y para toda la población de la isla. Las monstruosas heridas que han causado a personas afligidas han despertado en mí lástima e indignación. Les ordeno, en consecuencia, que entreguen inmediatamente la fortificación y la isla de Rodas, y les daré la gracia de partir en seguridad con sus más preciadas pertenencias; o si desean permanecer bajo mi gobierno, no les exigiré ningún tipo de tributo, ni habrá disminución alguna de sus libertades, ni acción alguna en contra de su religión. Si son sabios, preferirán la amistad y la paz en vez de la guerra cruel. Pues, si deben ser conquistados, tendrán que padecer todas las miserias que suelen infligir los victoriosos a los vencidos, miserias de las que no los protegerán ni sus propias fuerzas, ni ninguna ayuda externa, ni siquiera la fuerza de sus fortificaciones pues las despedazaré hasta sus cimientos. Esto lo juro por Dios en el cielo, creador de la tierra; por los cuatro evangelistas; por los 4000 profetas, quienes han descendido del cielo, de quienes el principal es Muhammad, a quien se debe la mayor reverencia entre todos; por las sombras de mi abuelo y de mi padre, y por mi sagrada, augusta e imperial cabeza.

## Desarrollo del sitio
Una importante flota otomana se agrupó en Estambul y llegó a Rodas el 24 de junio de 1522. El número de velas se sitúa de acuerdo con los crónicas de la época de 200 a 400. Solimán se unió a la flota el 18 de julio. La ciudad fue atacada por mar y tierra, siendo las tropas lideradas por Mustafa Pasha, cuñado de Solimán. Las crónicas contemporáneas citan un ejército otomano 200 000 hombres, que según Setton es una exageración. Una vez producida la capitulación de la isla, los caballeros y civiles cristianos la abandonaron el 1 de enero de 1523.

## Consecuencias
La conquista de Rodas permitió a Solimán obtener el control del Mediterráneo oriental y poder asegurar las conexiones marítimas entre Constantinopla, El Cairo y varios puertos del Levante mediterráneo. Sólo Creta, en manos venecianas vinculadas por tratados comerciales con el Imperio otomano, quedaba en manos cristianas.
Los Caballeros Hospitalarios comenzaron un deambular de siete años, instalándose primero en Civitavecchia, luego en Viterbo (1528), ciudades de los Estados Pontificios y Niza, que pertenecía a los Estados de Saboya. Finalmente el emperador Carlos V, viendo la utilidad que podía tener una orden militar frente a las avanzadillas del Mediterráneo otomano (Argel había sido conquistada por Barbarroja en 1529), cedió a la Orden de San Juan de Jerusalén el disfrute del archipiélago de Malta (isla de Malta, Gozo y Comino) el 24 de marzo de 1530 bajo dependencia del Reino de Sicilia, además de la ciudad de Trípoli, pasando a llamarse entonces Caballeros Hospitalarios de Malta.

## Ficción
El sitio de Rodas en 1522 ha servido de inspiración operística.
- The Siege of Rhodes, ópera estrenada en Londres en 1656 con libreto de William Davenant y la música de compositores diferentes. entre ellos Henry Lawes, Matthew Locke, Henry Cooke. Es considerada la primera ópera inglesa.
- El cerco de Rodas, ópera estrenada en 1817 con libreto de Jacques-Antoine de Révéroni Saint-Cyr.